# روبرت ريتر
هو طبيب وعالم نفس ألماني مؤيد للنازية وأحد منطري العنصرية النازية وتفوق الجنس الآري وكانت دراساته تتمحور حول الغجر والروم وبعد سقوط النازية افتتح عيادة نفسية في مدينة فرانكفورت حتى انتحاره سنة 1951.